# Дипломатически мисии на Уругвай
Това е списък на всички посолства и консулства (без почетните консулства) на Уругвай.

## Европа
- Австрия
  - Виена (посолство)
- Белгия
  - Брюксел (посолство)
- Ватикана
  - Ватикана (посолство)
- Великобритания
  - Лондон (посолство)
- Германия
  - Берлин (посолство)
  - Хамбург (генерално консулство)
- Гърция
  - Атина (посолство)
- Испания
  - Мадрид (посолство)
  - Барселона (генерално консулство)
  - Валенсия (генерално консулство)
  - Сантяго де Компостела (генерално консулство)
- Италия
  - Рим (посолство)
  - Милано (генерално консулство)
- Монако
  - Монте Карло (генерално консулство)
- нидерландия
  - Хага (посолство)
- Полша
  - Варшава (посолство)
- Португалия
  - Лисабон (посолство)
- Русия
  - Москва (посолство)
- Финландия
  - Хелзинки (генерално консулство)
- Франция
  - Париж (посолство)
- Швейцария
  - Берн (посолство)
- Швеция
  - Стокхолм (посолство)

## Северна Америка
- Гватемала
  - Гватемала (посолство)
- Доминиканска република
  - Санто Доминго (посолство)
- Канада
  - Отава (посолство)
  - Монреал (генерално консулство)
  - Торонто (генерално консулство)
- Коста Рика
  - Сан Хосе (посолство)
- Куба
  - Хавана (посолство)
- Мексико
  - Мексико (посолство)
- Никарагуа
  - Манагуа (генерално консулство)
- Панама
  - Панама (посолство)
- Салвадор
  - Сан Салвадор (посолство)
- САЩ
  - Вашингтон (посолство)
  - Лос Анджелис (генерално консулство)
  - Маями (генерално консулство)
  - Ню Йорк (генерално консулство)
  - Хюстън (генерално консулство)
  - Чикаго (генерално консулство)

## Южна Америка
- Аржентина
  - Буенос Айрес (посолство)
  - Кордоба (генерално консулство)
  - Росарио (генерално консулство)
- Боливия
  - Ла Пас (посолство)
  - Санта Крус де ла Сиера (генерално консулство)
- Бразилия
  - Бразилия (посолство)
  - Бело Оризонте (генерално консулство)
  - Порто Алегре (генерално консулство)
  - Рио де Женейро (генерално консулство)
  - Сао Пауло (генерално консулство)
  - Флорианаполис (генерално консулство)
- Венецуела
  - Каракас (посолство)
- Еквадор
  - Кито (посолство)
- Колумбия
  - Богота (посолство)
- Парагвай
  - Асунсион (посолство)
  - Енкарнасион (генерално консулство)
- Перу
  - Лима (посолство)
- Чили
  - Сантяго де Чиле (посолство)

## Африка
- Ангола
  - Луанда (посолство)
- Египет
  - Кайро (посолство)
- Етиопия
  - Адис Абеба (посолство)
- РЮА
  - Претория (посолство)

## Азия
- Израел
  - Тел Авив (посолство)
- Индия
  - Ню Делхи (посолство)
- Индонезия
  - Джакарта (посолство)
- Иран
  - Техеран (посолство)
- Китай
  - Пекин (посолство)
  - Шанхай (генерално консулство)
- Ливан
  - Бейрут (посолство)
- Малайзия
  - Куала Лумпур (посолство)
- Обединени арабски емирства
  - Дубай (генерално консулство)
- Саудитска Арабия
  - Рияд (посолство)
- Южна Корея
  - Сеул (посолство)
- Япония
  - Токио (посолство)

## Океания
- Австралия
  - Канбера (посолство)
  - Сидни (генерално консулство)

## Междудържавни организации
- - Брюксел – ЕС
  - Вашингтон – Организация на американските държави
  - Виена – ООН
  - Женева – ООН
  - Ню Йорк – ООН
  - Париж – ЮНЕСКО
  - Рим – ФАО